# Mali sedalni otvor
Mali sedalni otvor (lat. foramen ischiadicum minus) je anatomski otvor preko koga komuniciraju prostor karlične duplje i sedalni predeo.

## Anatomija
Granice
Otvor je ograničen:
- Spolja — malim sedalnim urezom karlične kosti,
- Unutra — bočnom stranom krsne kosti,
- Gore — sakrospinalnom vezom,
- Dole — sakrotuberalnom vezom.[2]

Strukture
Kroz mali sedalni otvor prolaze:
- unutrašnji zaporni mišić,
- stidni živac,
- unutrašnja stidna arterija,
- unutrašnja stidna vena.